# William Smith (Mormone)

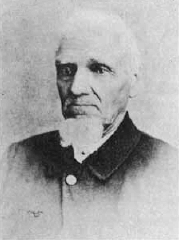
William Smith

William B. Smith (* 13. März 1811 in Royalton, Vermont; † 13. November 1893 im Clayton County, Iowa) war eine Führungspersönlichkeit im Mormonentum und ein Mitglied im ursprünglichen Kollegium der Zwölf Apostel. Smith war das achte Kind von Joseph Smith, Sr. und Lucy Mack Smith. Er war ein jüngerer Bruder des mormonischen Propheten Joseph Smith.

## Frühes Leben
Smith wurde in Royalton geboren. Er und seine Familie waren in Geldnot geraten und zogen mehrere Male um im Gebiet von Neuengland. Er lebte im Haus seiner Eltern in New York, als sein Bruder Joseph behauptete, die Goldplatten vom Hügel Cumorah genommen zu haben. William berichtete Joseph, dass er die Goldplatten nicht sehen dürfe. Ihm wurde jedoch gestattet, das Objekt zu berühren, von dem Joseph behauptete es wären die Goldplatten. William wurde getauft in die Kirche Christi am 9. Juni 1830 von David Whitmer, einem der drei Zeugen.

## Kirchendienst

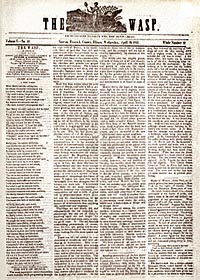
Beispiel einer Titelseite von der Zeitung The Wasp

Am 14. Februar 1835 wählten die drei Zeugen einen Bruder von Brigham Young als ein ursprüngliches Mitglied im Kollegium der Zwölf Apostel. Jedoch bestand Joseph Smith darauf, dass sein jüngerer Bruder William stattdessen ausgewählt wird. Oliver Cowdery und David Whitmer berichteten später, dass sie höchst besorgt und unzufrieden waren mit dieser Auswahl. William Smith wurde am 15. Februar zum Apostel ordiniert. 
Am 4. Mai 1839 wurden Smith und Orson Hyde ausgeschlossen aus dem Kollegium der Zwölf Apostel durch eine Abstimmung in der Kirche. Trotzdem wurde Smith wieder eingesetzt am 25. Mai. Smith war der Herausgeber der pro-mormonischen aber säkularen Zeitung The Wasp (deutsch: Die Wespe) in Nauvoo. Er leitete diese Zeitung vom April bis zum Dezember 1842. Smith kritisierte darin besonders scharf die Zeitung Warsaw Signal und dessen Herausgeber Thomas C. Sharp. Smith trat zurück als Herausgeber der Zeitung, als er in die Illinois General Assembly gewählt wurde. Sein Nachfolger als Herausgeber wurde John Taylor. Dieser führte die Zeitung fünf Monate weiter und ersetzte sie dann durch den Nauvoo Neighbor.
Am 24. Mai 1845 wurde Smith der Nachfolger seines Bruders Hyrum Smith als der Oberste Patriarch der Kirche. Nur kurz nach seiner Ordination erklärte Brigham Young in einer Verkündung in einer Zeitschrift der Kirche, dass Smith nicht der Patriarch über die Kirche sei, sondern für die Kirche. Smith hielt diese Verkündung für eine Frechheit und es erhöhte die Spannungen zwischen ihm und Young erheblich. Smith war der Oberste Patriarch der Kirche bis zum 6. Oktober 1845, als sein Name und Titel in der Generalkonferenz vorgelesen wurden. Der Apostel Parley P. Pratt erklärte öffentlich, dass er Zweifel habe am Charakter und den Handlungen von Smith. Die Teilnehmer an der Konferenz entschieden daraufhin einstimmig, dass Smith seine Ämter als Apostel und Patriarch verlieren soll und von der Kirchengemeinde ausgeschlossen werden soll. Smith reagierte darauf, in dem er eine lange Erklärung abgab in der Zeitung seines Feindes, dem Warsaw Signal. In dieser verglich er Young mit Pontius Pilatus und Nero. Er warf Young und anderen Aposteln vor, heimlich mehrere „spirituelle Ehefrauen“ zu halten. Als Reaktion auf diese Erklärung wurde Smith am 19. Oktober 1845 exkommuniziert von Young und den anderen Aposteln.

## Beziehung zu Joseph Smith
Die Beziehung zwischen William und seinem älteren Bruder Joseph war zeitweise sehr schwierig. Es wird angenommen, dass William an mehr als zwei Versuchen teilgenommen hat, seinem Bruder körperlich zu schaden. Ein Kampf zwischen ihnen beiden wurde im Oktober 1835 knapp verhindert. Einige Wochen später, im Dezember, gab es eine Auseinandersetzung zwischen den beiden in einer Debattierschule in dem Haus ihres Vaters. Es wird erzählt das Joseph zu der Zeit seines Todes immer noch die Schmerzen spürte, die er in dieser Auseinandersetzung erlitt.

## Spätere Beteiligungen an mormonischen Gruppen
Als Ergebnis von Smith Exkommunikation, folgte er nicht Young und der Mehrheit der Mormonen ins Utah-Territorium. Stattdessen folgte Smith James Strang und war beteiligt an seiner Kirche, der Kirche Jesu Christi der Heiligen der Letzten Tage (Strangiten). Im Jahre 1847 gab Smith bekannt, dass er der neue Präsident der Kirche sei und das er das Recht auf Herrschaft habe wegen seiner Blutlinie. Er exkommunizierte Young und die Führungskräfte der HLT-Kirche und verkündete, dass alle Mormonen die diesen nicht folgen, sich in Lee County sammeln sollen. Im Jahre 1849 gewann er einen Mitstreiter für sich, der eine Gruppe Mormonen in Texas leitete. Jedoch war die Kirche von Smith nur von kurzer Dauer und nach einigen Jahren löste sie sich auf.
Die Beziehung zwischen Smith und Young blieb problematisch bis zum Tod von Young im Jahre 1877. Smith glaubte, dass Young dafür verantwortlich war, das sein älterer Bruder Samuel vergiftet wurde. Dies geschah angeblich um seinen Aufstieg als Präsident der Kirche zu verhindern. Jedoch schrieb Smith im Jahre 1860 einen Brief an Young. In diesem Brief erklärte er die Absicht, den Mormonen im Salt Lake Valley beizutreten. Kurz nachdem er den Brief verschickt hatte, wurde Smith ein Soldat im Sezessionskrieg. Danach wollte er nicht mehr ins Utah-Territorium ziehen.
Im Jahre 1878 wurde Smith ein Mitglied der Gemeinschaft Christi. Diese wurde im Jahre 1860 von seinem Neffen Joseph Smith III organisiert und geleitet. Die Mehrheit der Anhänger von Smith wurden Mitglieder dieser Kirche. Während Smith glaubte, dass er das Recht habe, ein Patriarch oder Apostel in der Gemeinschaft Christi zu werden, war sein Neffe gegen solche Bestrebungen. William Smith blieb ein Hohepriester in der Gemeinschaft Christi für den Rest seines Lebens. Heute wird Smith von der Gemeinschaft Christi als „Petitionär für das Patriarchat“ bezeichnet. Er versuchte, ein Patriarch zu werden vom 6. April 1872 bis zu seinem Tod.

## Politik
Smith diente eine Amtszeit in der Illinois General Assembly, in den Jahren 1842 und 1843. Er wurde in das Repräsentantenhaus von Illinois gewählt als ein Vertreter von Hancock County. Smith gehörte der Demokratischen Partei an, als er zu Wahl antrat. Sein Hauptkonkurrent war Thomas C. Sharp von der United States Whig Party. Es war einfach für Smith, diese Wahl zu gewinnen, wegen der großen mormonischen Unterstützung aus Nauvoo.

## Tod
Smith starb im Clayton County. Er war der letzte Bruder von Joseph Smith, der starb.

## Veröffentlichungen
- William Smith (1842–1842, Zeitung). The Wasp (Nauvoo, Illinois: LDS Church)
- William Smith (Frühling 1844). To the Public. Slander Refuted! An Extract from Church Proceedings; and Expulsion of Mormon Apostates, from the Church!  (Philadelphia: selbst-veröffentlicht)
- William Smith (Frühling 1844). Defense of Elder Wm. Smith, Against the Slanders of Abraham Burtis and others (Philadelphia: selbst-veröffentlicht)
- William Smith (Spätes 1844). The Elders’ Pocket Companion (Ort unbekannt: selbst-veröffentlicht)
- William Smith (Juni 1845). A Proclamation, and Faithful Warning to all the Saints scattered around... (Galena, Illinois: selbst-veröffentlicht)
- William Smith (Oktober 1845). Faithful Warning to the Latter Day Saints [shorter version of A Proclamation.] (St. Louis, Missouri: selbst-veröffentlicht)
- William Smith, Arthur Millikin, und Lucy Millikin (April 1846). To the Public (Nauvoo, Illinois: selbst-veröffentlicht)
- William Smith (September 1847). William Smith, Patriarch & Prophet of the Most High God – Latter Day Saints, Beware of Imposition! (Ottawa, Illinois: Free Press)
- William Smith (November 1848). A Revelation Given to William Smith, in 1847, on the Apostasy of the Church .... (Philadelphia: selbst-veröffentlicht)
- William Smith und Isaac Sheen (1849–1850, Zeitung). Melchisedek & Aaronic Herald (Covington, Kentucky: Isaac Sheen)
- William Smith et al. (1850) Remonstrance of William Smith et al., of Covington, Kentucky. Against the Admission of Deseret into the Union. (Washington D.C.: U.S. Government)
- William Smith (1883). William Smith on Mormonism: A True Account of the Origin of the Book of Mormon (Lamoni, Iowa: RLDS Church)